# 서피스 프로 2
마이크로소프트 서피스 프로 2(영어: Surface Pro 2)는 마이크로소프트에서 발표한 윈도우 8.1 태블릿의 이름이다. 서피스 프로 2는 2013년 9월 23일 발표되고 10월 22일 발매되었다.